# Штац

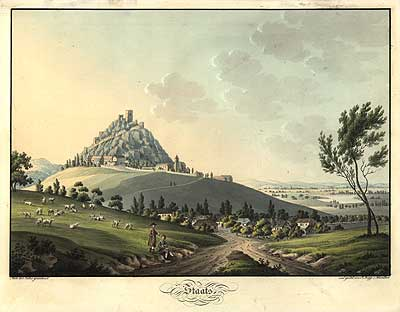
Штац

Штац (нем. Staatz) — ярмарочная коммуна (нем. Marktgemeinde) в Австрии, в федеральной земле Нижняя Австрия. 
Входит в состав округа Мистельбах.  Население составляет 2014 человек (на 31 декабря 2005 года). Официальный код  —  31649.

## География
Занимает площадь 42,63 км².

## Политическая ситуация
Бургомистр коммуны — Леопольд Мук (АНП) по результатам выборов 2005 года.
Совет представителей коммуны (нем. Gemeinderat) состоит из 21 места:
- АНП занимает 14 мест.
- СДПА занимает 7 мест.